# Siège Rai de Trieste
 (décembre 2019).
Si vous disposez d'ouvrages ou d'articles de référence ou si vous connaissez des sites web de qualité traitant du thème abordé ici, merci de compléter l'article en donnant les références utiles à sa vérifiabilité et en les liant à la section « Notes et références ».
Le Siège Rai de Trieste (en italien Sede Rai di Trieste en slovène Sedež Rai od Trst en frioulan Sede Rai di Triest) est l'une des 21 directions régionales du réseau Rai 3, émettant sur la région Frioul-Vénétie Julienne, et basée à Trieste.

## Histoire de la siège
Le siège Rai de Trieste né en 1931 avec la dénomination de Radio Trieste. Sous occupation allemande de la ville (1943 à 1945) a pris le nom de Radio Litorale Adriatico, irradier les transmissions en allemand, italien et slovène.
Le 5 mai 1945, avec l'arrivée des troupes yougoslaves à Trieste, l'émetteur a pris le nom de Radio Trieste Libera - Radio svobodni Trst; au mois de juin, il passé sous le contrôle du gouvernement militaire allié. Un an apres de irradiation des programmes italien et slovène alternant sur la même fréquence, les transmissions slovènes ont été placées sur une fréquence naturelle, prenant le nom de Radio Trst A.
En 1954 la ville de Trieste retourné en Italie et en 1er juillet 1955, Radio Trieste est officiellement devenu la branche régionale de la Rai pour Frioul-Vénétie Julienne.
En 1964 le premier ministre Aldo Moro inaugure la nouveau siège de radio et télévision de Trieste, en rue Fabio Severo 7.
En 1995 commence la programmation télévisée en slovène avec l'ouverture de la chaîne dédiée Rai 3 BIS FJK, qui ne couvrait initialement que les provinces de Trieste et de Gorizia, aux côtés de la station de radio (maintenant nommé Rai Radio Trst A).

## Émissions régionales
- TGR Friuli-Venezia Giulia : toute l'actualité régionale diffusée chaque jour de 14h00 à 14h20, 19h30 à 19h55 et 00h10
- TGR Meteo été le météo régionale, remplacé par Rai Meteo Regionale le 3 juin 2018
- Buongiorno Regione (en français « Bonjour Région ») : toute l'actualité régionale diffusée chaque jour du lundi au vendredi de 7h30 à 8h00, il n'est pas diffusé en été
- Rai Friuli-Venezia Giulia en italien et frioulan
- Rai Furlanija-Julijska Krajina en slovène
- TDD Furlanija Julijska Krajina : toute l'actualité régionale diffusée chaque jour de 20h30 en slovène.